# Jacob City
Jacob City é uma cidade localizada no estado americano da Flórida, no condado de Jackson. Foi incorporada em 1983.

## Geografia
De acordo com o United States Census Bureau, a cidade tem uma área de 8,3 km², onde 7,9 km² estão cobertos por terra e 0,4 km² por água.

### Localidades na vizinhança
O diagrama seguinte representa as localidades num raio de 24 km ao redor de Jacob City.

## Demografia
Segundo o censo nacional de 2010, a sua população é de 250 habitantes e sua densidade populacional é de 31,7 hab/km². É a localidade que, em 10 anos, teve a maior redução populacional do condado de Jackson. Possui 104 residências, que resulta em uma densidade de 13,2 residências/km².